# Cảng Hamburg

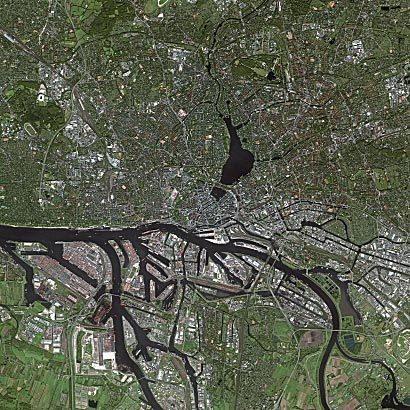
Hình ảnh vệ tinh Hamburg. Cảng Hamburg kéo dài dọc bờ nam của sông Elbe và các nhánh tự nhiên.

Cảng Hamburg (tiếng Đức Hamburger Hafen) là một cảng ở Hamburg, Đức, trên sông Elbe. Cảng có cự ly 110 km từ cửa sông Elbe đổ vào Biển Bắc.
Nó được gọi là "Cửa ngõ vào thế giới" của Đức và là cảng lớn nhất ở Đức. Đây là cảng bận rộn nhất thứ hai ở châu Âu (sau cảng Rotterdam) về lượng TEU thông qua, và lớn thứ 11 trên toàn thế giới. Năm 2008 đã có 9.740.000 container được xử lý tại cảng Hamburg.
Cảng có diện tích 73,99 km² (64,80 km² có thể sử dụng được), trong đó 43,31 km² (34,12 km²) là diện tích đất. Với vị trí tự nhiên thuận lợi của một nhánh sông Elbe, tạo ra một nơi lý tưởng cho khu cảng với kho bãi và các phương tiện chuyển tải. Các cảng tự do rộng lớn cũng cho phép vận chuyển miễn phí.

## Lịch sử
Lịch sử của cảng này cũng gắn liền với lịch sử Hamburg. Được thành lập vào ngày 7 tháng 5 năm 1189 bởi Frederick I do vị trí chiến lược của nó, nó là cảng chính của Trung Âu trong nhiều thế kỷ và thúc đẩy sự phát triển của Hamburg trở thành một thành phố hàng đầu về thương mại với các giai cấp tư sản giàu có và nổi danh.
Trong thời kỳ Liên minh Hanse từ thế kỷ 13 đến thế kỷ 17, Hamburg là cảng xếp thứ hai sau thành phố cảng Lübeck về vị trí như là một nút giao dịch tập trung cho thương mại hàng hải.
Một số hãng tàu kết nối nó với hơn 900 cảng tại hơn 170 quốc gia. Năm 2008 140.400.000 tấn hàng hóa đã được xử lý, trong đó có 95.100.000 tấn trong container, trong đó tương ứng với một đơn vị 9.700.000 container tiêu chuẩn. Các phong bì còn lại chiếm hàng nói chung còn lại và hàng rời. Trong năm cuộc khủng hoảng năm 2009 đã có sự sụt giảm trong bao gồm tổng cộng 21 phần trăm trong thông container bằng 28 phần trăm.
Ngoài việc vận chuyển hàng hóa diễn ra trong bến cảng Hamburg, cảng này còn là nơi chế biến công nghiệp, lưu trữ và chế biến hàng hoá chủ yếu là nhập khẩu. Cảng này còn có các nhà máy đóng tàu nhưng từ thập niên 1960 thì suy giảm mạnh. Một loại tàu đang gia tăng hoạt động tại cảng này là tàu du lịch kể từ năm 2006.
Cảng này dù nằm trên sông Elbe nhưng vẫn là một cảng biển, vì độ sâu 15 mét nước do được nạo vét thường xuyên. Việc tiếp nhận tàu không ảnh hưởng bởi chế độ thủy triều.